# Náš grunt
Náš grunt je síť obchodů s farmářskými potravinami od malých a středních tuzemských výrobců a farmářů. 
První kamenný obchod byl otevřen v roce 2010 v Praze 3 na Vinohradech. V současné době funguje pod značkou Náš grunt 25 prodejen po celé České republice. Síť prodejen Náš grunt vzniká kombinací vlastních obchodů a franšíz.
U zrodu konceptu stály dvě základní myšlenky: dostat tradiční potraviny zpět na stůl českých konzumentů a podpořit malé a střední farmáře a výrobce. 
Produkty jsou do prodeje zařazovány s ohledem na domácí původ, chuť a způsoby zpracování bez umělých náhražek a doplňků. Základ sortimentu tvoří kvalitní uzeniny a maso, chléb pečený tradičním způsobem, jogurty a sýry, vejce z volných výběhů, zelenina a ovoce z českých pěstitelských lokalit, mošty a pálenky z ovoce z místních sadů, víno, med a různé regionální speciality. Dodavatelé se u jednotlivých prodejen liší podle regionu. 
Obchody byly do roku 2012 provozovány pod značkou Český grunt. Vzhledem k expanzi společnosti na Moravu a probíhajících jednáních s partnery ze zahraničí vystupují nyní prodejny pod novým názvem Náš grunt. Provozovatelem konceptu Náš grunt je společnost Náš grunt, s.r.o. s výhradně českým kapitálem.